# Sphaerodoropsis exmouthensis
Sphaerodoropsis exmouthensis är en ringmaskart som beskrevs av Hartmann-Schröder 1981. Sphaerodoropsis exmouthensis ingår i släktet Sphaerodoropsis och familjen Sphaerodoridae. Inga underarter finns listade i Catalogue of Life.